# MacLaurin-egyenlőtlenség
A matematikában a MacLaurin-egyenlőtlenség, amit Colin Maclaurinről neveztek el, a számtani és mértani közép közötti egyenlőtlenségnek egy finomítása. Legyenek {\displaystyle a_{1},a_{2},\ldots ,a_{n}} pozitív valós számok, az {\displaystyle S_{k}} átlag pedig:
{\displaystyle S_{k}={\frac {\displaystyle \sum _{1\leq i_{1}<\ldots <i_{k}\leq n}a_{i_{1}}a_{i_{2}}\cdots a_{i_{k}}}{\displaystyle {n \choose k}}}}, ahol {\displaystyle k=1,2,\dots ,n}.
Ennek a törtnek a számlálója az {\displaystyle a_{1},a_{2},\ldots ,a_{n}} változók k-ad rendű elemi szimmetrikus polinomja, azaz az {\displaystyle a_{1},a_{2},\ldots ,a_{n}} számok közül k-nak az összes szorzatából képezett összeg, ahol az indexek növekvő sorrendben vannak. A tört nevezője a számlálóban levő összeg tagjainak száma, vagyis (n,k) binomiális együtthatója.
MacLaurin egyenlőtlensége kijelenti, hogy a következő egyenlőtlenségek lánca igaz:
{\displaystyle S_{1}\geq {\sqrt {S_{2}}}\geq {\sqrt[{3}]{S_{3}}}\geq \ldots \geq {\sqrt[{n}]{S_{n}}}}
Az egyenlőség akkor és csak akkor áll fenn, ha az összes {\displaystyle a_{i}} egyenlő.
n=2-re megkapjuk két szám számtani és mértani középarányosának közismert egyenlőtlenségét.
n=4-re:
{\displaystyle {\frac {a_{1}+a_{2}+a_{3}+a_{4}}{4}}\geq {\sqrt {\frac {a_{1}a_{2}+a_{1}a_{3}+a_{1}a_{4}+a_{2}a_{3}+a_{2}a_{4}+a_{3}a_{4}}{6}}}\geq {\sqrt[{3}]{\frac {a_{1}a_{2}a_{3}+a_{1}a_{2}a_{4}+a_{1}a_{3}a_{4}+a_{2}a_{3}a_{4}}{4}}}\geq {\sqrt[{4}]{a_{1}a_{2}a_{3}a_{4}}}.}
MacLaurin egyenlőtlensége Newton egyenlőtlenségeinek felhasználásával bizonyítható.